# Good Night
Good Night is het laatste lied op het album The Beatles (beter bekend als The White Album) uit 1968 van The Beatles. Schrijvers van het lied zijn John Lennon en Paul McCartney, maar het lied is vooral het werk van Lennon. Het lied wordt op The White Album gezongen door Ringo Starr, die de enige Beatle is die te horen is in het nummer. De andere muzikanten die meespelen in het nummer zijn sessiemuzikanten, die een door producer George Martin gecomponeerd arrangement spelen. Volgens Lennon schreef hij het lied voor zijn zoon Julian toen deze vijf jaar oud was.